# Scarpa d'oro 1998
La Scarpa d'oro 1998 è il riconoscimento calcistico che è stato assegnato al miglior marcatore assoluto in Europa tenendo presente le marcature segnate nel rispettivo campionato nazionale per il valore del coefficiente UEFA nella stagione 1997-1998. Il vincitore del premio è stato Nikos Machlas del Vitesse con 34 reti nella Eredivisie.

## Classifica finale
| Campionato | Nome               | Gol | C-UEFA | Punti | Squadra         |
| ---------- | ------------------ | --- | ------ | ----- | --------------- |
| 1          | Nikos Machlas      | 34  | x2     | 68    | Vitesse         |
| 2          | Oliver Bierhoff    | 27  | x2     | 54    | Udinese         |
| 3          | Ronaldo            | 25  | x2     | 50    | Inter           |
| 4          | Shota Arveladze    | 24  | x2     | 48    | Ajax            |
| 5          | Christian Vieri    | 24  | x2     | 48    | Atlético Madrid |
|            | Krzysztof Warzycha | 32  | x1,5   | 48    | Panathīnaïkos   |
|            | Marco Negri        | 32  | x1,5   | 48    | Rangers         |
| 8          | Hakan Şükür        | 31  | x1,5   | 46,5  | Galatasaray     |